# Polyrhachis bosi
Polyrhachis bosi  (лат.) — вид древесных муравьёв рода полирахис (Polyrhachis) из подсемейства Formicinae (отряд перепончатокрылые). Эндемик Индонезии.

## Распространение
Юго-восточная Азия: Индонезия, остров Сулавеси.

## Описание
Длина тела рабочих особей — 7,96—8,32 мм, ширина головы — 1,50—1,65 мм (длина — 1,93—2,09 мм), длина скапуса (SL) — 2,15—2,34 мм. Основная окраска тела чёрная. На переднеспинке два крупных плечевых шипа, направленных вперёд. На петиоле также два длинных шипа, направленных вверх и назад. Соотношение длины скапуса усиков к ширине головы (индекс скапуса, SI=SL/HW × 100) — 142—143. Соотношение ширины и длины головы (CI) у рабочих — 78—79. Ширина петиоля (PTW) — 1,18-1,25 мм, длина средней голени (MTL) — 2,28-2,50 мм. Таксон относится к подроду Myrma и группе видов Polyrhachis (Myrma) relucens species group. Вид был впервые описан в 2008 году австралийским мирмекологом Рудольфом Кохоутом (Rudolf J. Kohout; Queensland Museum, Брисбен, Австралия). Видовое название дано в честь М. М. Боса (M. M. Bos), собравшего типовые экземпляры.